# Le Roux
 Le Roux  es una población y comuna francesa, ubicada en la región de Ródano-Alpes, departamento de Ardèche, en el distrito de Largentière y cantón de Montpezat-sous-Bauzon.

## Demografía
| 138 | 123 | 88 | 71 | 43 | 43 |
| Para los censos de 1962 a 1999 la población legal corresponde a la población sin duplicidades (Fuente: INSEE [Consultar]) |     |    |    |    |    |